# Jigme Namgyel Wangchuck
Jigme Namgyel Wangchuck (Thimphu, 5 februari 2016) is de eerste zoon van koning Jigme Khesar Namgyel Wangchuck en koningin Jetsun Pema van Bhutan.

## Biografie
Jigme Namgyel Wangchuck werd op 5 februari 2016 geboren in het Lingkanapaleis in de Bhutanese hoofdstad Thimphu. Hij werd meteen kroonprins van zijn land. Zijn naam werd pas op 16 april 2016 onthuld door het koningspaar. Tot dan werd hij de Gyalsey genoemd, wat vertaald kan worden als de Prins. Ter ere van zijn geboorte plantten duizenden Bhutanese burgers in totaal 108.000 bomen, dat symbool staat voor geluk en voorspoed in het boeddhisme. In 2017 werd ter ere van zijn eerste verjaardag een nieuwe Juffersoort naar de kroonprins vernoemd, Megalestes gyalsey.